# Jim Armstrong
James (Jim) Armstrong (Belfast, 24 juli 1944) is een Noord-Ierse gitarist.
Jim Armstrong speelde al op jonge leeftijd gitaar. Terwijl hij nog op school zat, werd hij lid van een band, The Melotones, die in een van Belfasts populaire uitgaansgelegenheden speelde.
In de zomer van 1965 kwam hij in contact met Van Morrison en Alan Henderson, die als enige twee overgebleven leden van de groep Them op zoek waren naar nieuwe instrumentalisten. Armstrong sloot zich bij de band aan, samen met drummer John Wilson en toetsenist Ray Elliott. Hij ging mee naar Londen, waar de LP Them Again werd opgenomen en hij ging met de band op tournee.
Nadat Morrison in de loop van 1966 de band verliet, bleef Armstrong aanvankelijk op zijn post. Hij ging mee naar de Verenigde Staten, waar Them met de nieuwe zanger Kenney McDowell zijn geluk beproefde. Uiteindelijk verliet hij Them en samen met Elliott en McDowell vormde hij de band Truth. Gedurende zijn verblijf in de VS speelde hij ook met groten als Jim Morrison, the Doors, Captain Beefheart en Frank Zappa. 
In de jaren zeventig keerde hij terug naar Noord-Ierland, waar hij gitarist werd van de band Light. In 1977 was hij betrokken bij een van de reïncarnaties van Them. Onder de naam Them, Belfast Bluesband probeerde Henderson samen met oud-Themleden Billy Harrison, Eric Bell en Eric Wrixon het oude succes te evenaren. Nog voor een plaat werd uitgebracht en een promotietournee kon beginnen, stapte Harrison met ruzie uit de band, waarna Armstrong als vervanger werd aangetrokken. Deze Belfast Blues Band bleef in wisselende samenstelling zo'n tien jaar bestaan. Sedertdien trad Armstrong solo op, of samen met zijn Jim Armstrong Band.
Armstrong woont tegenwoordig in de Verenigde Staten. Na problemen met zijn gezondheid, treedt hij niet meer op.